# Owensville (Indiana)
Owensville – miasto w Stanach Zjednoczonych, w stanie Indiana, w hrabstwie Gibson.